# Zneužívaný
Zneužívaný je časosběrný dokumentární film Ivanny Benešové z roku 2011 z Filmové akademie Miroslava Ondříčka v Písku.
Jde o první studentský film této školy, který šel do distribuce, jedna kopie byla nasazena i v kinech v USA.
Film pojednává o současném životě třicátníka Filipa Zahradila, který byl jako malý zneužíván svou matkou, kterou potom zabil a strávil 10 let ve vězení, odkud byl propuštěn v únoru 2009. Obrazy z Filipovy minulosti jsou do filmu vloženy formou hraných pasáží.